# Ärnarpagölen
Ärnarpagölen är en sjö i Hylte kommun i Småland och ingår i Nissans huvudavrinningsområde.